# Gargallo (Włochy)
Gargallo – miejscowość i gmina we Włoszech, w regionie Piemont, w prowincji Novara.
Według danych na rok 2004 gminę zamieszkiwały 1673 osoby, 557,7 os./km².